# 大山環状道路
大山環状道路（だいせんかんじょうどうろ）は、中国地方の最高峰で鳥取県にそびえる大山（標高1729メートル）の中腹を周遊する道路ルートの通称である。次の県道各路線の一部で構成される。
- 鳥取県道30号赤碕大山線（鳥取県西伯郡大山町羽田井 - 西伯郡大山町大山）
- 鳥取県道34号倉吉赤碕中山線（鳥取県東伯郡琴浦町大字中津原 - 西伯郡大山町羽田井）
- 鳥取県道44号東伯野添線（鳥取県倉吉市関金町野添 - 東伯郡琴浦町大字別宮）[注釈 1]
- 鳥取県道45号倉吉江府溝口線（鳥取県西伯郡伯耆町大内 - 倉吉市関金町野添）
- 鳥取県道158号大山口停車場大山線（鳥取県西伯郡大山町大山 - 西伯郡伯耆町大内）

JR山陽本線 大山口駅から大山に向かって伸びる県道158号大山口停車場大山線から、大山を中心に反時計回りの順では、県道45号倉吉江府溝口線、県道44号東伯野添線、県道34号倉吉赤碕中山線、県道30号赤碕大山線で結んでおり、大山町で再び県道158号に戻る。標高800メートル付近で大山中腹をぐるりと一周しており 、その主な通過地は、西伯郡大山町大山 - 同郡伯耆町大内 -  鍵掛峠 - 日野郡江府町大字御机（みつくえ） - 倉吉市関金町野添（地蔵峠） - 東伯郡琴浦町大字別宮 - 大字山川 - 西伯郡大山町羽田井 - 一息坂峠 - 豊房で、再び大山町大山に戻る。区間ごとに道路の雰囲気が変化する山岳道路で、道路から望む大山山頂付近の表情の変化を楽しむことができるドライブやツーリングの絶景コースとしても知られている。

## 路線状況
一周する区間総距離は約64キロメートルある。一部で冬季閉鎖される区間があり、12月中旬から翌年3月下旬までの期間中は通行止め規制になる。
県道158号大山口停車場大山線の区間は、大山北側にある大山寺と真西に位置する桝水高原（ますみずこうげん）を結ぶ。大川寺側からは大山の荒々しい北壁を、桝水高原側からは別名、「伯耆富士」「出雲富士」ともよばれる崩落面が見えない大山西面の、山頂まで緑に覆われた穏やかな三角形の山肌が展望できる。

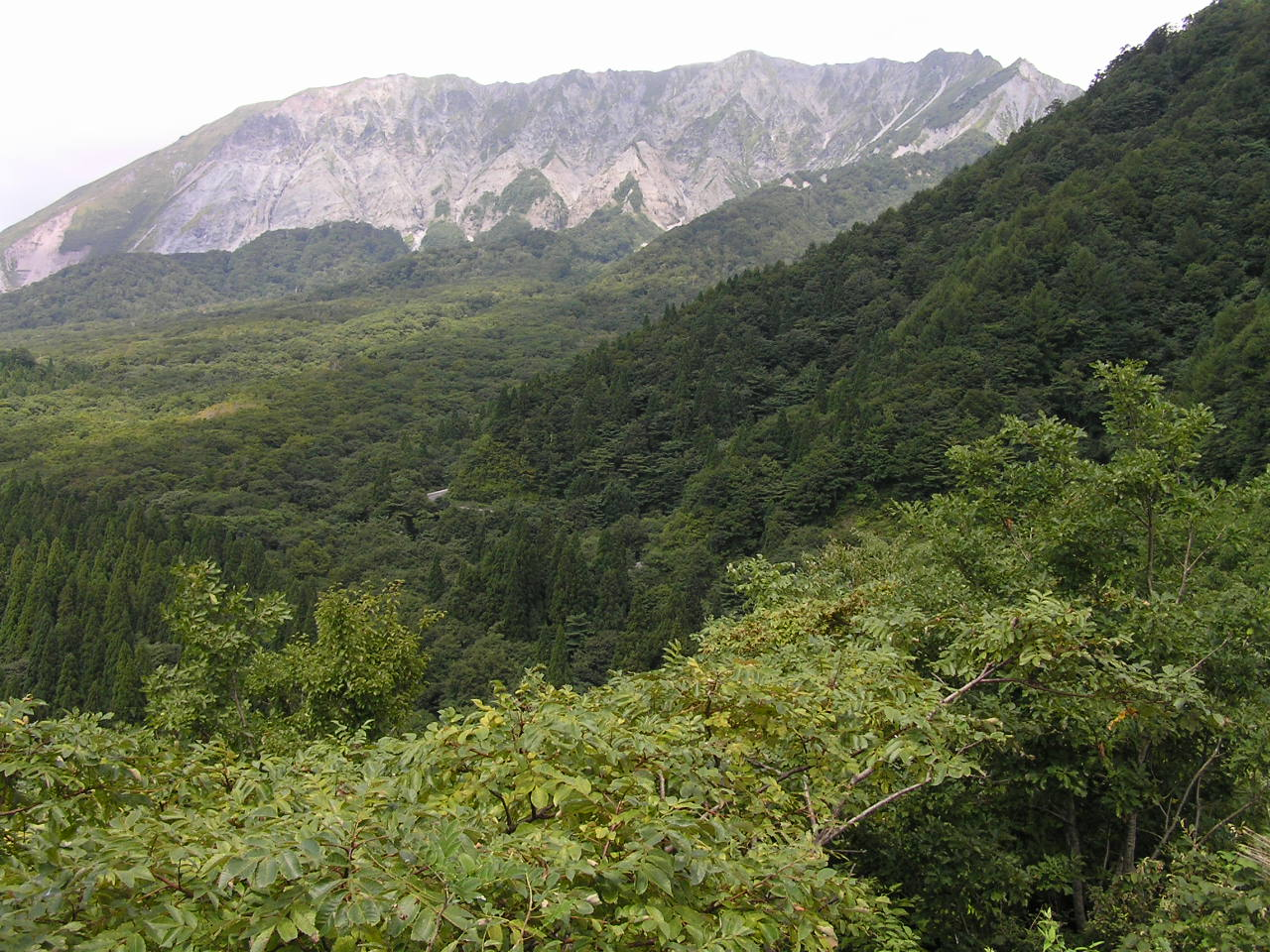
鍵掛峠からの大山南壁の眺望

県道45号倉吉江府溝口線の区間は、大山の南麓を回り込み、東麓の尾根沿いの遠くまで道路が延びる。西日本屈指のブナの原生林を貫ぬく多彩なカーブをもつワインディングロードで、深緑や秋の紅葉を楽しむことのできるルートである。大山のちょうど真南に位置する鍵掛峠を通過しており、15台分の無料駐車場が併設された展望台は、山頂部が横長に伸び、奥の正面に断崖絶壁がそそり立つ大山と、中腹から続く新緑や紅葉とのコントラストが美しい眺望ポイントとして人気を集めている。
県道34号倉吉赤碕中山線の区間は、大山の東麓から北麓にかけて位置しており、センターラインがない曲がりくねった峠道である。大山北側に位置する一息坂峠の付近は、荒々しく岩肌が剥き出しになった大山を眺望できるポイントである。一息坂峠の名は、鎌倉時代の船上山の戦いで知られ、琴浦町にある船上山（標高687メートル）へ向かった名和長年軍が一息に駆け上ったという伝説に由来する。
県道30号赤碕大山線の区間は、走りやすく整備された2車線道路で、大山北麓より絶景で知られる香取高原に達する。